# Igrišče ob Celovški cesti
Igrišče ob Celovški cesti – nieistniejący już wielofunkcyjny stadion w Lublanie, stolicy Słowenii. Istniał w latach 1919–1933. Mógł pomieścić do 5000 widzów. Swoje spotkania rozgrywali na nim piłkarze klubu SK Ilirija.
Założony w 1911 roku klub SK Ilirija (najstarszy słoweński klub piłkarski) swoje pierwsze boisko miał w parku Tivoli. Tuż przed I wojną światową zespół wynegocjował z miejscowym Sokołem możliwość korzystania z jego placu do ćwiczeń, jednak wybuch wojny spowodował zamianę tego placu na skład wojskowy. Również obiekt w parku Tivoli padł łupem austriackiego wojska, stąd po wojnie klub rozpoczął starania o pozyskanie nowego terenu pod budowę swojego boiska. Teren ten znaleziono obok browaru Union, gdzie na wydzierżawionym placu 24 sierpnia 1919 roku dokonano otwarcia nowego boiska, a na inaugurację gospodarze pokonali Špartę Zagrzeb 4:2. Kilka lat po otwarciu obiekt wyposażono w drewnianą, zadaszoną trybunę dla widzów oraz bieżnię lekkoatletyczną. Ilirija była wówczas jednym z czołowych słoweńskich klubów, a na jej boisku przy Celovškiej ulicy rozgrywano wiele istotnych meczów. W 1933 roku stadion jednak sprzedano, a w jego miejscu powstały budynki mieszkalne, znane później jako „Ilirijanski bloki”. Klub tym samym pozostał bez własnego obiektu i odtąd grywał na różnych boiskach w mieście. W 1936 roku doszło natomiast do fuzji z ASK Primorje, w wyniku czego powstał nowy klub, SK Ljubljana, który swoje mecze rozgrywał na dotychczasowym obiekcie ASK Primorje, stadionie ob Tyrševi cesti. Po II wojnie światowej reaktywowano Iliriję, która w 1963 roku, znacznie dalej od centrum miasta, otworzyła swój nowy stadion, przeznaczony także do rozgrywek żużlowych.